# Associació Catalanista de Reus
L'Associació Catalanista de Reus va ser una organització catalanista fundada a Reus el 1883 que va impulsar diversos actes culturals, patriòtics i econòmics. Va tenir sempre per president el polític reusenc Bernat Torroja i Ortega.
El seu primer acte fundacional va tenir lloc l'1 de febrer de 1884 anunciant un manifest redactat per Eduard Toda i Sebastià Torroja i signat per 124 persones, intel·lectuals i comerciants, persones conegudes, sense distinció de tendències polítiques, ja que la intenció era crear un lloc d'activitats catalanistes lligat amb la política i la cultura. Santasusagna explica que l'aparició d'una activitat catalanista local, encara que va aparèixer sense massa audàcia, va ser tinguda en compte pel partit possibilista i per evitar possibles competències s'hi van acostar. Homes veritablement possibilistes van signar el manifest de l'acord fundacional. L'historiador Pere Anguera diu que entre els firmants "hi figuraven cinc capellans, els darrers representants de la petita aristocràcia comarcal, els principals terratinents, els industrials i els comerciants de més empenta, els elements més significatius de les professions liberals i els intel·lectuals de més supòsit de la ciutat". Els primers passos els van donar l'any anterior, el mateix que a Barcelona es va celebrar el Segon Congrés Catalanista. Els impulsors de l'entitat van ser Pau Font de Rubinat, Ramon Vidiella i Balart i Antoni Pascual i Cugat, tots tres vinculats a la indústria i als interessos agraris. Hi van intervenir també des dels primers moments destacats dirigents del federalisme local, com Antoni Soler i Clariana i Ricard Guasch. El catalanisme es movia encara entre el món intel·lectual i calia una presència pública per mobilitzar la societat i tenir incidència en els grups que tenien el poder. Els components de les successives juntes directives van ser sempre prohoms locals, ben situats econòmicament, cultes i interessats en els ideals del moviment catalanista. Amb motiu del conflicte sobre la sobirania de les illes Carolines el 1885 va publicar un dur manifest reivindicant-les com a colònia espanyola. El 1886 va convocar un míting per denunciar les conseqüències que tindria per a l'economia el tractat comercial signat amb la Gran Bretanya. L'any 1888 es va adherir al Missatge a la Reina Regent, que reclamava una autonomia pels catalans, i més endavant es va adherir també al Missatge al Rei dels Hel·lens del 1897.
Entre el 1885 i el 1890 va publicar la revista La Veu del Camp, plataforma d'expressió ideològica i testimoni de les seves activitats, que es va anar radicalitzant cada cop més. Salvador Vilanova n'era el director i Torroja en va ser el principal col·laborador. Des de les seves pàgines el 1885 Torroja va argumentar la necessitat de construir colònies catalanes a l'Àfrica occidental. La publicació s'acabà el 1890, ja que l'entitat no podia fer front per més temps a les despeses d'impressió.
L'activitat de l'Associació Catalanista es dirigia prioritàriament a l'estudi i la recuperació de la història de Catalunya i la recuperació de la llengua, i es van programar moltes accions en aquest sentit: reunions literàries, excursions i vetllades teatrals. Les excursions tenien intenció "científica", i es realitzaven per fer conèixer els monuments antics de Catalunya i els indrets que formaven part de la història del país. Se'n van programar a Santes Creus, a l'Albiol, a Escornalbou, a Paret Delgada, al cap de Salou, a Siurana, a Escaladei i al Montsant. Des dels seus inicis, l'Associació Catalanista es va veure marginada, per imposició governativa, de qualsevol participació directa en política, i l'article 18 dels seus estatuts prohibia explícitament als socis d'ocupar-se de matèries purament polítiques i religioses. Amb tot, en les eleccions municipals de 1887 es va formar una candidatura a Reus de caràcter administratiu, on hi havia catalanistes, possibilistes, fusionistes i conservadors. Bernat Torroja i Pau Font de Rubinat van ser membres del comitè que va dirigir les eleccions i en les candidatures hi van incloure Josep Salvat i Freixa, Josep Gambús i Pau Abelló, que eren redactors de Lo Somatent. El 1886 havien celebrat la diada de sant Jordi, patró de Catalunya, amb gran repercussió fora de la ciutat, a la que hi assistiren Jaume Collell, Àngel Guimerà, Damas Calvet, Narcís Oller, Josep Ixart, Ferran Agulló i Francesc Tobella. A partir d'aquell any la diada de sant Jordi se celebrà amb regularitat. Una altra de les iniciatives de l'Associació Catalanista va ser la proposta de portar el català a les escoles i l'establiment d'una càtedra de dret català a la Universitat de Barcelona. Sobre el tema de la llengua en l'ensenyament, els mestres de Reus argumentaven que no hi havia llibres de text en català. Salvador Vilanova va redactar dues obres: Primers passos en l'ensenyança de la lectura de la llengua catalana, publicada a Reus el 1888, dedicada a Bernat Torroja, i on fa constar que el llibre és propietat de l'entitat catalanista i una "Enciclopèdia de la infància mètode Larousse" que no s'arribà a publicar.
El 1900 les joventuts se'n van separar per fundar la Lliga Catalanista de Reus, i des de llavors l'associació s'anà apagant fins a l'extinció.